# Evelyn Wood

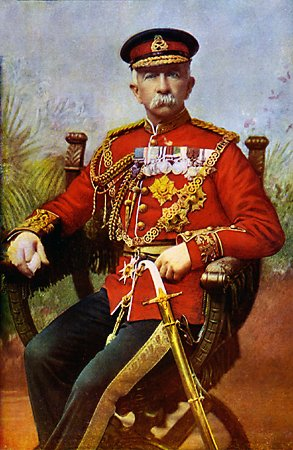
Evelyn Wood.

Henry Evelyn Wood, född 9 februari 1838 i Cressing, Essex, död 2 december 1919 i Harlow, Essex, var en brittisk militär, som tjänstgjorde i flottan, kavalleriet och infanteriet. Han var sonson till sir Matthew Wood.
Han var en 20-årig löjtnant under sepoyupproret i Indien. 19 oktober 1858 i Sinwaho förde han befäl över en trupp lätt kavalleri och anföll en grupp rebeller, som han besegrade. Senare räddade han också, med hjälp av en duffadar och en sowar, en byhövding från en grupp rånare som hade tillfångatagit honom och burit honom in i djungeln där de tänkte hänga honom. Han förärades med Viktoriakorset för visad tapperhet. Senare förde han huvudsakligen befäl i Afrika, först i Ashantikriget 1873, sedan Gaikakriget 1878, Zulukriget 1879 och andra afrikanska konflikter. Wood blev fältmarskalk 1903.